# William Alexander Forbes
William Alexander Forbes (25 giugno 1855 – 14 gennaio 1883) è stato uno zoologo britannico. Effettuò gli studi presso il St. John's College di Cambridge. Nel 1879 venne nominato procuratore della Zoological Society of London dopo la morte di Alfred Henry Garrod, suo amico. Si specializzò in anatomia e scrisse varie pubblicazioni riconosciute sulla struttura muscolare e gli organi vocali degli uccelli.
Nel 1880, Forbes visitò la foresta del Pernambuco, in Brasile, e pubblicò un resoconto del viaggio sulla rivista Ibis nel 1881. Nel 1882 si recò in Africa occidentale per studiare la fauna locale, iniziando il viaggio dal delta del Niger. Si ammalò poco dopo Natale e morì a Shonga.
Diverse specie sono state battezzate con il suo nome, come il gracchio di Forbes (Curaeus forbesi), il nibbio dal collare (Leptodon forbesi) e il corriere di Forbes (Charadrius forbesi).